# Тимирязевское сельское поселение (Калининградская область)
Тимиря́зевское се́льское поселе́ние — упразднённое муниципальное образование в составе Славского района Калининградской области. Административный центр поселения — посёлок Тимирязево.

## География
Площадь поселения составляет 26500 га, из них сельскохозяйственные угодья занимают 19885 га. Численность населения 4176 человек (2011), из них, в Тимирязево проживает 1227 человек.

## История
В июле 1947 года был образован Тимирязевский сельский Совет, который был ликвидирован в 1992 году на основании постановления Славской районной администрации и образована Тимирязевская сельская администрация. В 1997 году Тимирязевская сельская администрация была переименована в администрацию Тимирязевского сельского округа.
30 июня 2008 года в соответствии с Законом Калининградской области № 261 образовано Тимирязевское сельское поселение. В его состав вошли территории Заповедного и Тимирязевского сельских округов.
Законом Калининградской области от 11 июня 2015 года № 423, 1 января 2016 года все муниципальные образования Славского муниципального района — Славское городское поселение, Большаковское, Тимирязевское и Ясновское сельские поселения — были преобразованы, путём их объединения, в Славский городской округ.

## Население
| 2002 | 2010  | 2012  | 2013  | 2014  | 2015  |
| ---- | ----- | ----- | ----- | ----- | ----- |
| 2846 | ↗3926 | ↘3913 | →3913 | ↘3877 | ↘3855 |

## Состав сельского поселения
В состав сельского поселения входят 16 населённых пунктов
- Аисты (посёлок) — 3[5]
- Большие Бережки (посёлок) — 153[5]
- Верхний Бисер (посёлок) — 180[5]
- Дублинино (посёлок) — 104[5]
- Заповедное (посёлок) — 796[5]
- Исток (посёлок) — 17[5]
- Ленинское (посёлок) — 245[5]
- Лозняки (посёлок) — 16[5]
- Лужки (посёлок) — 78[5]
- Октябрьское (посёлок) — 15[5]
- Островное (посёлок) — 15[5]
- Ржевское (посёлок) — 576[5]
- Солонцы (посёлок) — 196[5]
- Тимирязево (посёлок, административный центр) — 1158[5]
- Тумановка (посёлок) — 156[5]
- Щегловка (посёлок) — 218[5]

## Социальная сфера
В поселении имеются две школы в Тимирязево и Заповедное и два детских сада.

## Достопримечательности
- Кирхи 1896 года в Заповедном и 1892 года в Ленинском.
- Руины кирх 1729 года в Тимирязево и 1675—1703 годов в Больших Бережках.
- Братская могила советских воинов, погибших в январе 1945 года в Тимирязево.
- Памятник погибшим в годы Первой мировой войны (1933) в Тимирязево.